# Szeged-Csanád Grosics Akadémia
El Szeged 2011 es un club de fútbol de Hungría con sede en la ciudad de Szeged. Fue fundado en 2011 y juega en la Nemzeti Bajnokság II.

## Uniforme
- Uniforme titular: Camiseta, pantalón y medias blancas.
- Uniforme alternativo: Camiseta azul marino, pantalón y medias negras.